# Пентей
Пентей (на старогръцки: Πενθεύς, Pentheus) в древногръцката митология е цар на Тива в древна Беотия през 15 век пр.н.е.
Той е син на Ехион и Агава, дъщерята на Кадъм и богинята Хармония. Кадъм напуска Тива и отива в Илирия и му дава управлението на Тива.
Когато Дионисий идва в Тива и празнува с жените на планината Китерон, Пентей се опитва да прекрати празника и да го залови, но това било безуспешно.
Дионисий го убеждава да се преоблече като жена и да наблюдава скришно на планината Менадите.
Пентей се качил на едно дърво, но е открит от собствената му майка и неговите лели Ино и Автоноя, които го помислили за диво животно и във вакхантска ярост го разкъсали. Един оракул на Пития накарва жените да намерят това дърво и да го почитат като бог. След това от дървото са направени две изображения, които показват Дионисий. Тези картини вижда Павзаний при посещението му в Коринт.
След това цар на Тива става Полидор, синът на Кадъм.